# Bredo Berntsen
Bredo Berntsen (ur. 1937) – magister nauk politycznych pracujący jako pierwszy bibliotekarz przy Bibliotece Uniwersytetu w Oslo. 
Był twórcą licznych zadań Norweskiego Związku Obrońców Natury oraz Związku Obrony Natury w Oslo i Akershus.
Opublikował szereg artykułów, bibliografii, biografii i książek między innymi dotyczącymi biblioteki, nauk politycznych, prehistorii i ochrony środowiska.
Był pionierem szczególnie w wielu ostatnich publikacjach z dziedziny ochrony środowiska i obrony natury.
Nowatorskim tekstem jest książka o tytule En gronnstrompe og hennes samtid.

## Publikacje
- Fra blomsterfredning til okopolitikk. Ostlandske naturvernforening 1914-1974 red. (1975)
- Naturvernets historie i Norge red. (1979)
- Norsk natur og miljovernlitteratur. en annotert bibliografi red. (1982)
- Marka: natur, kulturminner, friluftsliv og naturvern i Oslomarka red. (1984)
- Norsk urskog: verdier, trusler og vern współautor Sigmund Hagvar red. (1991)
- Gronne linjer. Natur-og miljovernets historie i Norge red. (1994)
- Norsk naturarv: vare naturverdier i internasjonalt lys współautor Sigmunt Hagvar red. (2001)[2]